# Краснослободське міське поселення (Краснослободський район)
Краснослобо́дське міське поселення (рос. Краснослободское городское поселение) — муніципальне утворення у складі Краснослободського району Мордовії, Росія. Адміністративний центр та єдиний населений пункт — місто Краснослободськ.

## Населення
Населення — 9305 осіб (2019, 10151 у 2010, 10843 у 2002).